# Erythrodiplax cauca
Erythrodiplax cauca ist eine mittelgroße Libellenart der Gattung Erythrodiplax aus der Unterfamilie Sympetrinae. Die Art ist bis jetzt nur entlang des Río Cauca in der gleichnamigen Provinz Kolumbiens nachgewiesen worden. Aus diesem begrenzten Vorkommen leitet sich auch der Artname ab. Weder die Larven noch das Weibchen sind bis jetzt beschrieben.

## Bau der Imago

Verbreitung der Arten Erythrodiplax cauca (rot), Erythrodiplax melanorubra (gelb), Erythrodiplax media (grün), Erythrodiplax justiniana (orange) und Erythrodiplax ines (blau). Gekachelte Flächen zeigen Überschneidung zweier Verbreitungsgebiete an.

Das Männchen der Erythrodiplax cauca ist intensiv dunkel gefärbt. Das Gesicht hat einen sehr dunklen rötlichen Braunton, der sich auf der Stirn (Frons) und dem Labrum in Schwarz übergeht. Die durch eine ausgeprägte Furche zweihöckrig wirkende Stirn ist teilweise auch fast schwarz. Der Rücken (Dorsum) des Thorax ist, bis auf zwei kleinere gelblich braune Tuberkel, dunkelbraun bis schwarz, während seitlich ein grünlicher Braunton dominiert.
Die Flügel sind bis auf einen Fleck an der Basis durchsichtig. Im Vorderflügel ist dieser Fleck tiefdunkel rotbraun und wird nach außen heller. Seine Ausdehnung reicht fast bis zur ersten Antenodalader. Im zwischen 24 und 16,5 Millimeter langen Hinterflügel ist der Fleck schwarzbraun mit wiederum aufgehellten Rändern. Hier dehnt sich der Fleck bis in den Bereich der ersten der sieben bis acht Antenodaladern aus. Im Vorderflügel besitzt das Tier zwischen neun und elf Antenodaladern plus die in der Gattung übliche unvollständige letzte Antenodalader. Das gelbliche Flügelmal (Pterostigma) misst 3,1 bis 3,6 Millimeter. Die Membranule ist bräunlich.
Die Beine sind von der Hüfte (Coxa) über den Schenkelring (Trochanter) bis zum Schenkel (Femur) braun und ab dort schwarz. Das zwischen 19 und 22 Millimeter messende Abdomen ist wiederum sehr dunkel rötlich braun gefärbt. Auf den Seiten kommen je ein schwarzes und auf der Oberseite ein bräunliches Longitudinalband hinzu. Das seitliche Band beginnt auf dem vierten Segment und ist auf diesem sowie den folgenden zwei Segmenten jeweils am Anfang unterbrochen. Das dorsale Band geht im Bereich des achten bis neunten Segments ebenfalls in schwarz über. Die Hinterleibsanhänge weisen in den vom Körper entfernten (distalen) zwei Dritteln sechs bis acht auf der Unterseite befindliche (ventrale) Borsten auf. Der äußere Teil des Hamulus ist sehr kurz und sehr grob gerundet. Auf dem etwas kürzeren, inneren Teil befindet sich ein gekrümmter Haken. Dieses Merkmal erlaubt es, die Art von den extrem ähnlichen Arten E. abjecta und E. melanorubra zu unterscheiden, da bei diesen Arten der innere und der äußere Teil gleich lang sind. Des Weiteren haben beide Arten einen relativ ausgeprägten Kiel am Hamulus, der bei Erythrodiplax cauca vollständig fehlt. Zur Unterscheidung kann auch die Struktur des Penis herangezogen werden. Im Gegensatz zu E. abjecta weist E. cauca hier kleinere Höckerchen auf der Spitze auf. Im Vergleich mit E. melanorubra fällt die abrupte Weitung der Spitze auf. Das letzte Segment des Penis ist relativ lang.
Das bisher nicht beschriebene Weibchen ähnelt vermutlich den anderen Vertretern der Connata-Gruppe, zu der auch Erythrodiplax cauca gehört.

## Weblink
- Erythrodiplax cauca in der Roten Liste gefährdeter Arten der IUCN 2013.2. Eingestellt von: von Ellenrieder, N., 2007. Abgerufen am 19. Februar  2014.